# Juan Alberto Aguilar
Juan Alberto Aguilar García (nacido el 6 de enero de 1988 en Sevilla, Andalucía) es un jugador de baloncesto profesional de nacionalidad española que juega de base en el Autocid Ford Burgos de la liga LEB.

## Trayectoria deportiva
Inició su formación en los escalafones inferiores del Cajasol, en el que ingresó con 12 años. En la temporada 2008-09 el sevillano realizó la pretemporada con el equipo ACB, con el que fue convocado en numerosos encuentros de liga, llegando a disputar un total de 4. Asimismo, Aguilar formó parte del plantel del Cajasol que disputó la EuroChallenge, competición en la que jugó también 4 encuentros.

## Clubes
- Categorías inferiores Caja San Fernando
- 2004-2005 júnior Caja San Fernando
- 2005-2006 júnior, EBA y circuito sub-20 Caja San Fernando
- 2006-2007 LEB2 Qalat CSF y circuito sub-20 Caja San Fernando
- 2006-08 LEB Plata. CB Qalat Cajasol
- 2008-09 ACB. Cajasol Sevilla
- 2009-10 ACB. Xacobeo Blu:Sens
- 2010-11  LEB. CB Tarragona
- 2011-14  LEB. Autocid Ford Burgos